# Francisco Largo Caballero

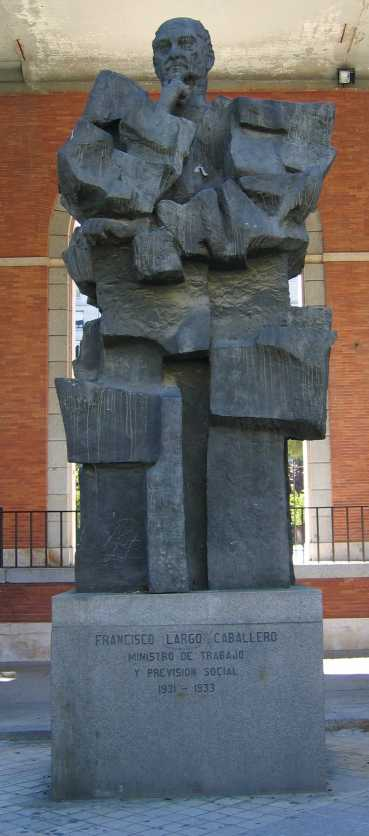
pomnik Largo Caballero

Francisco Largo Caballero (ur. 15 października 1869 w Madrycie, zm. 23 marca 1946 w Paryżu) – hiszpański działacz związkowy i polityk, przewodniczący Hiszpańskiej Socjalistycznej Partii Robotniczej (PSOE) oraz Powszechnego Związku Robotników (UGT), w okresie Drugiej Republiki Hiszpańskiej minister pracy (1931–1933) i premier Republiki (1936–1937) w czasie wojny domowej w Hiszpanii.

## Życiorys
Francisco Largo Caballero, sztukator z wykształcenia, po raz pierwszy wziął udział w strajku sektora budowlanego już w wieku 21 lat (w 1890), a cztery lata później został członkiem PSOE, w której działał aż do śmierci.
Jako członek Komitetu Organizacyjnego strajku generalnego w roku 1917 został skazany na dożywotnie więzienie i osadzony w zakładzie karnym w mieście Cartagena. Jego pobyt za kratami nie był długi – już po roku zdobył w wyborach mandat deputowanego i został wypuszczony na wolność.
Po śmierci Pablo Iglesiasa, założyciela PSOE i UGT, Largo Caballero wraz z Juliánem Besteiro stanęli na czele UGT. Był między 1908 a 1918 wiceprzewodniczącym, a w latach 1918–1932 i 1934-1938 sekretarzem generalnym tej największej w Hiszpanii socjalistycznej centrali związkowej.
Zwolennik ograniczonej współpracy z rządem dyktatora Miguela Primo de Rivera, dzięki której UGT mógł nadal funkcjonować. Wywołało to jednak opór wielu działaczy PSOE i UGT, szczególnie Indalecio Prieto, antymonarchisty i zwolennika ustanowienia w Hiszpanii republiki.
Largo Caballero został ministrem pracy w pierwszym rządzie Drugiej Republiki Hiszpańskiej, powołanym w 1931 pod przewodnictwem Niceto Alcalá-Zamora. Pozostał na stanowisku jako członek jeszcze dwóch kolejnych gabinetów premiera Manuela Azaña. Cieszył się ogromną popularnością wśród robotników, widzących w nim skromnego człowieka żyjącego podobnie jak oni.
Wybory w roku 1933 przyniosły zwycięstwo sojuszu partii chrześcijańsko-demokratycznych i konserwatywnych – Hiszpańskiej Konfederacji Prawicy Autonomicznej (CEDA). Nowy rząd ograniczył wydatki socjalne, co skłoniło Largo Caballero ku coraz bardziej radykalnym poglądom, zaczął również mówić o rewolucji socjalistycznej i poparł wydarzenia, które doprowadziły do strajku generalnego, który w 1934 sparaliżował szczególnie Asturię i Katalonię. Strajk zdecydowanie potępił generał Francisco Franco, który wiernie służył rządowi CEDA. Udział w organizacji strajku Largo Caballero przypłacił kolejnym wyrokiem (tym razem 30 lat więzienia), jednak ponownie szybko wraca na wolność.
W listopadzie 1935 nowy Prokurator Generalny Republiki Marcelino Valentín Gamazo, oskarża go przed Sądem Najwyższym o przywództwo rewolucji Został uwolniony od zarzutów 1 grudnia.
Jako zwolennik współpracy z innymi centralami związkowymi, doprowadził do podpisania umowy z Komunistyczną Partią Hiszpanii (PCE) i anarchistyczną Krajową Konfederacją Pracy (CNT). Wywołało to wewnątrzpartyjne spory, w których głównym oponentem Largo Caballero znów był Indalecio Prieto. Spór ten narastał z czasem, dzieląc PSOE na rewolucjonistów caballerystowskich i umiarkowanych prietystów, a sam Largo Caballero zaczął być nazywany hiszpańskim Leninem.
Po upadku rządu José Girala, 4 września 1936, już podczas wojny domowej Largo Caballero został mianowany premierem i ministrem wojny. Za wszelką cenę chciał utrzymać dyscyplinę w wojsku oraz zachować faktyczną władzę nad terytoriami zajmowanymi przez wojska republikańskie. Jednak jego rządy są bardzo trudne: sytuacja na frontach przybiera niekorzystny dla republikanów obrót, w Barcelonie wybucha zainicjowane przez Robotniczą Partię Marksistowskiej Unifikacji (POUM) i CNT powstanie, jednostki policji próbują zając budynek operatora telefonicznego Telefónica a sam Largo Caballero odmawia podpisania (na co naciskał rezydent NKWD w Hiszpanii, doradca rządu republikańskiego do spraw bezpieczeństwa Aleksandr Orłow) delegalizacji POUM. W konsekwencji Orłow wykorzystując Prieto socjalistów i komunistów z PCE, wymusił dymisję Caballero, którego następcą został Juan Negrín. O ile Caballero był autentycznym przywódcą robotniczym opartym o struktury partii socjalistycznej, o tyle Negrin był marionetką w rękach Komunistycznej Partii Hiszpanii i rezydentury NKWD.
W 1939, po porażce republikanów wojnie domowej, Largo Caballero – jak większość przegranych – udaje się na emigrację do Francji. Kiedy w 1940 Francję zajmują wojska III Rzeszy, zostaje aresztowany i osadzony w obozie koncentracyjnym w Sachsenhausen, w którym pozostał aż do wyzwolenia go przez Armię Czerwoną. Zmarł na wygnaniu w Paryżu 23 marca 1946. Na jego pogrzeb na cmentarzu Père-Lachaise przyszły tysiące Francuzów i hiszpańskich emigrantów. W 1978, po ponownym ustanowieniu w Hiszpanii ustroju demokratycznego, jego prochy zostały sprowadzone do rodzinnego Madrytu, gdzie odbył się ponowny pogrzeb, w którym wzięło udział około 500 tysięcy osób. W tym samym roku UGT założył fundację jego imienia, która sprawuje opiekę i bada archiwa UGT oraz uczestniczy w debatach poświęconych tematyce związkowej i ogólnopolitycznej.